# Józef Dietl

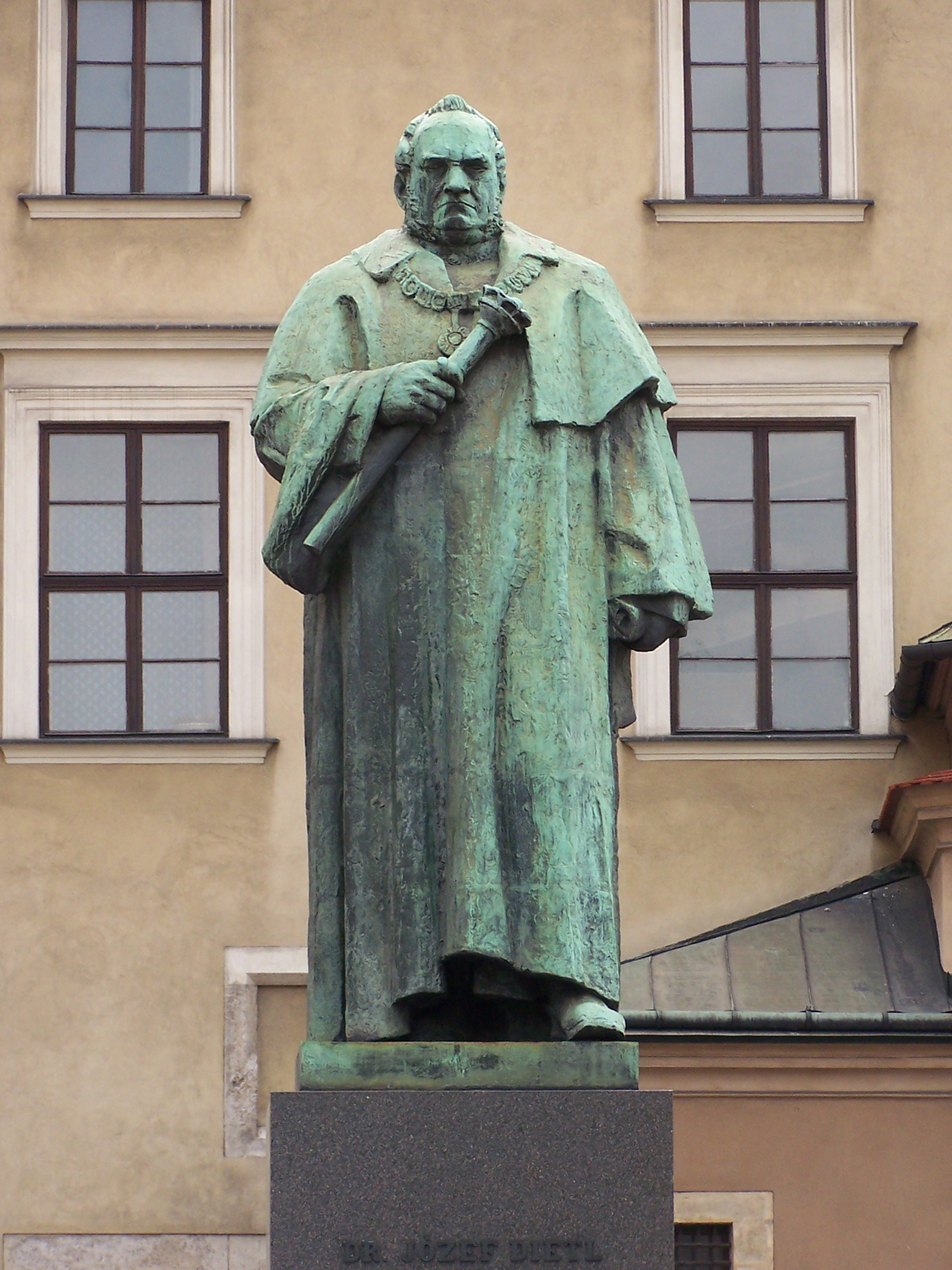
Una statua di Józef Dietl a Cracovia di Xawery Dunikowski

Józef Dietl (Podbuże, 24 gennaio 1804 – Cracovia, 18 gennaio 1878) è stato un medico austriaco, famoso per avere dimostrato la nocività del salasso. È passato alla Storia come uno dei padri della cosiddetta "medicina basata sulle prove di efficacia" (evidence-based medicine).

## Biografia
Fu un medico austro-polacco, nato da padre austriaco e madre polacca. In seguito alla spartizione della Polonia infatti, la Repubblica di Cracovia era diventata parte dell'Impero austriaco.
Studiò medicina a Leopoli e poi a Vienna. Fu un pioniere della balneologia e professore all'Università Jagellonica, eletto rettore nel 1861.
Nella comunità scientifica è noto come un "riformatore della medicina" poiché dimostrò, attraverso esperimenti, che il salasso era inutile se non pericoloso. I suoi esperimenti si basavano sull'uso di un "gruppo di controllo", una procedura usata ancora oggi nei cosiddetti "clinical trials" fondamento della "medicina basata su prove di efficacia" (evidence-based medicine). Dietl testò l'efficacia del salasso nella terapia contro la polmonite mettendo a confronto tre gruppi di pazienti: un primo gruppo venne curato con il salasso, un secondo gruppo venne curato con farmaci emetici, che inducevano il vomito, e un terzo gruppo di controllo non ricevette nessuna cura. I risultati dimostrarono che sia i pazienti curati con il salasso sia quelli curati con il vomito indotto morivano in proporzione maggiore al gruppo di pazienti che non vennero curati affatto. Grazie a questo studio, la pratica del salasso fu progressivamente abbandonata dopo migliaia di anni di utilizzo.
Inoltre, Dietl descrisse il disturbo renale noto come crisi di Dietl e il suo trattamento.
Dal 1866 al 1874, Dietl fu sindaco della città di Cracovia.